# Tracy-le-Val
Tracy-le-Val ist eine französische Gemeinde mit 1.041 Einwohnern (Stand: 1. Januar 2022) im Département Oise in der Region Hauts-de-France. Sie gehört zum Arrondissement Compiègne und zum Kanton Thourotte.

## Geographie
Die Gemeinde Tracy-le-Val liegt etwa 20 Kilometer nordöstlich von Compiègne. Umgeben wird Tracy-le-Val von den Nachbargemeinden Carlepont im Norden, Moulin-sous-Touvent im Osten und Südosten, Tracy-le-Mont im Süden sowie Bailly im Westen und Nordwesten.

## Bevölkerungsentwicklung
| Jahr                       | 1962 | 1968 | 1975 | 1982 | 1990 | 1999 | 2006 | 2012 | 2021 |
| -------------------------- | ---- | ---- | ---- | ---- | ---- | ---- | ---- | ---- | ---- |
| Einwohner                  | 287  | 314  | 478  | 657  | 817  | 860  | 817  | 1075 | 1053 |
| Quellen: Cassini und INSEE |      |      |      |      |      |      |      |      |      |

## Sehenswürdigkeiten
- Kirche Saint-Éloi aus dem 12. Jahrhundert, seit 1840 Monument historique
- Schloss Tracy

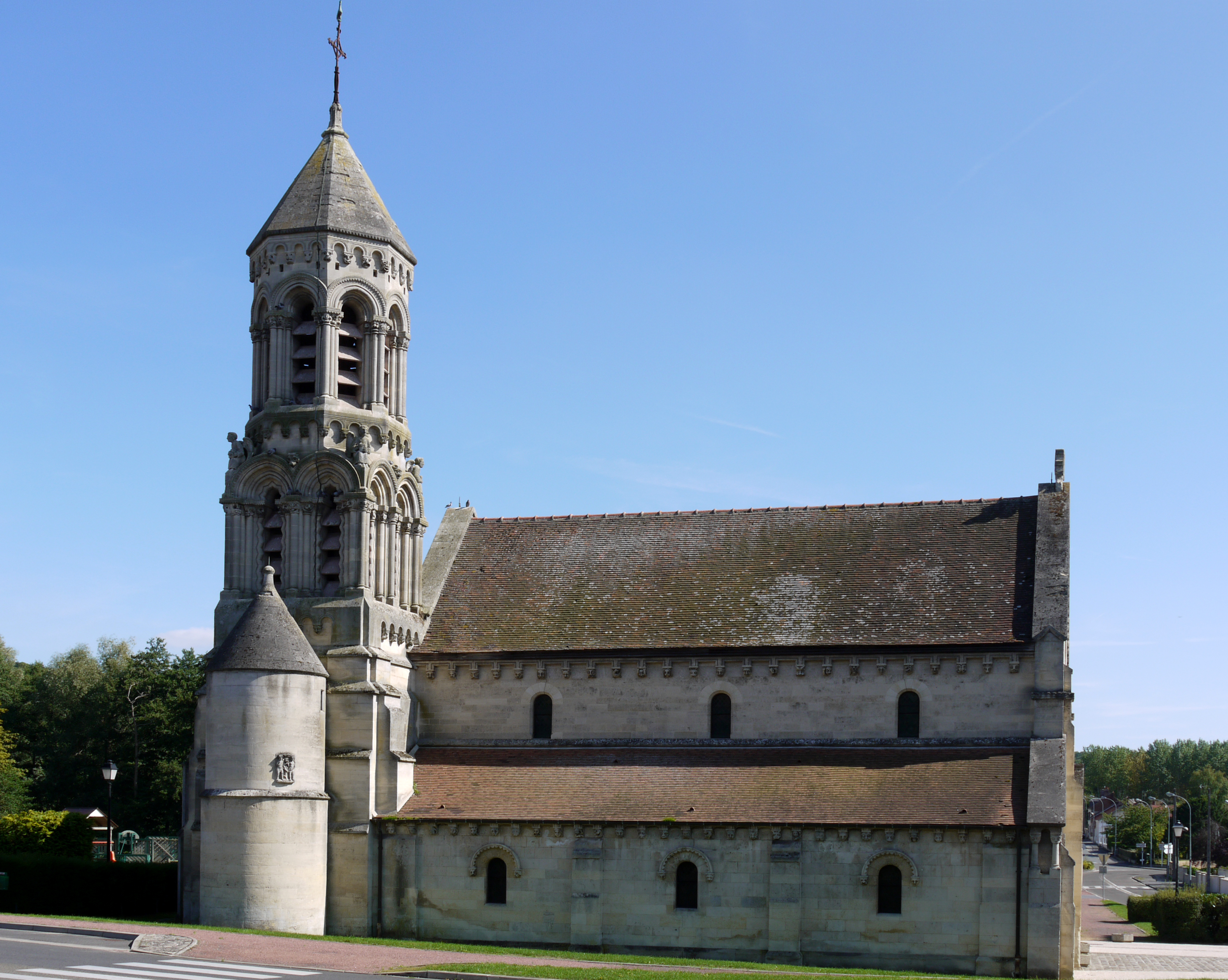
Kirche Saint-Éloi
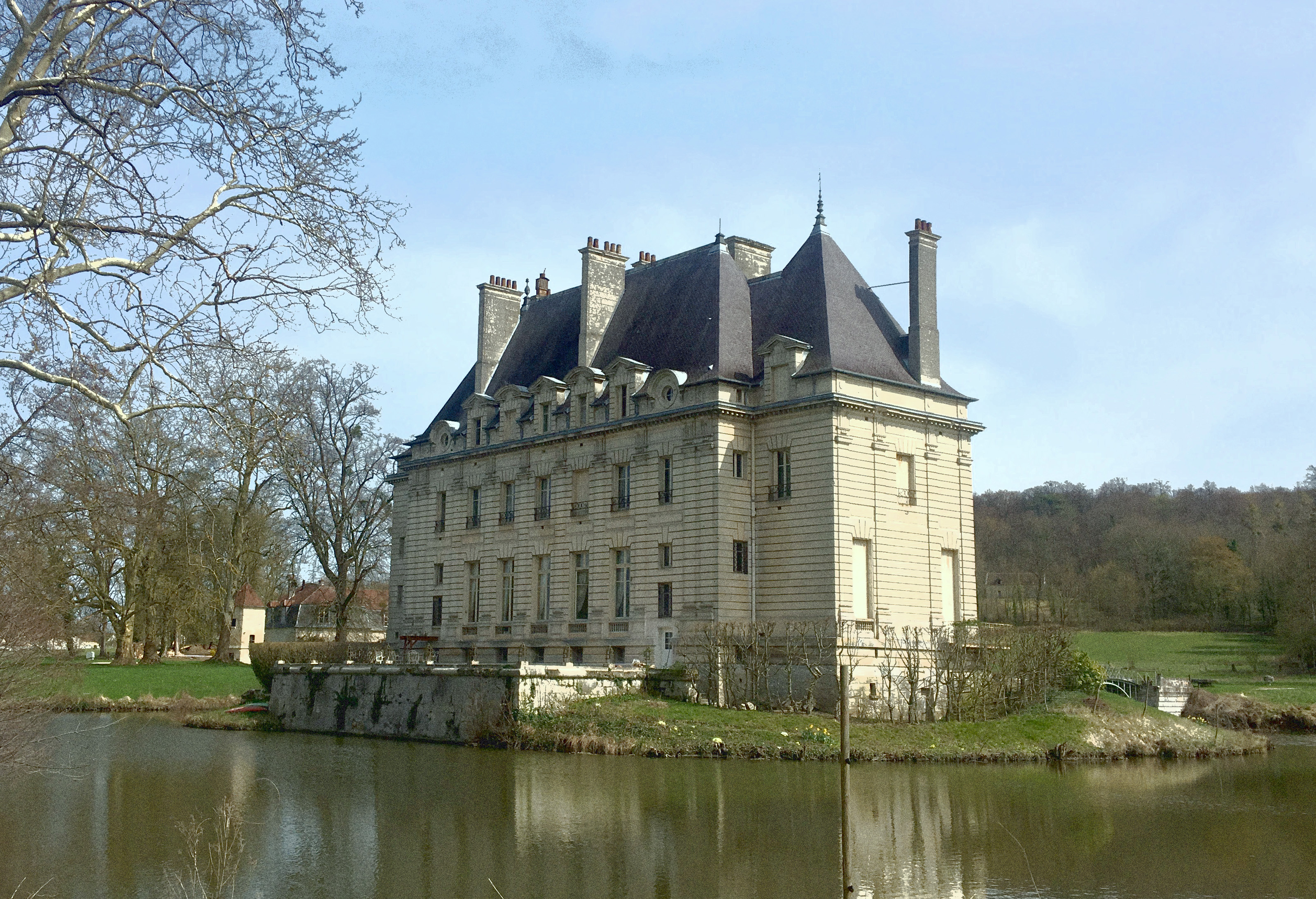
Schloss Tracy